# You Am I
You Am I est un groupe de rock alternatif australien, originaire de Sydney, en Nouvelle-Galles du Sud. Il est mené par le chanteur et guitariste Tim Rogers. Ils se forment en décembre 1989 et sont le premier groupe australien à enregistrer trois premiers albums successifs, qui débutent chacun premier de l'ARIA Albums Chart : Hi Fi Way (février 1995), Hourly, Daily (juillet 1996)  et #4 Record (avril 1998).

## Biographie

### Formation et débuts
You Am I est formé à Sydney en décembre 1989 par Tim Rogers (ex- Pleasureheads, Glazed Expression) au chant, guitare, mellotron et à l'orgue Hammond ; son frère ainé Jaimme Rogers à la batterie ; et Nick Tischler à la basse,. Tim Rogers et Tischler sont d'anciens camarades de classe. Jaimme quitte avant la fin de l'année à cause d'une « confrontation » avec Tim,  et il est remplacé par Mark Tunaley à la batterie,. Dans le morceau Jaimme's Got a Gal (1993), Tim explique pourquoi son frère est parti.
You Am I signe avec le label indépendant Timberyard Records, et publie en mai 1991 un EP intitulé Snake Tide,. Il est enregistré en février aux Electric Avenue Studios avec l'ingénieur-son, mixeur et producteur du groupe, Phil Punch. You Am I joue au premier festival Big Day Out à Sydney en janvier 1992. En avril 1992, Tischler quitte le groupe. Il est remplacé par Andy Kent (ex-Pupils of Love) à la basse,,. En mai, ils sortent l'EP Goddamn, produit par Tom Kazas,. Une version alternative neuf pistes de Goddamn est aussi publiée,.

### Sound as Ever
À la fin 1992, Tim Rogers envoie des samples de You Am I à Lee Ranaldo du groupe de rock américain Sonic Youth. En janvier l'année suivante, les deux groupes jouent à la deuxième édition du festival Big Day Out à Sydney, Melbourne, Adelaïde et Perth. À Sydney, Ranaldo coproduit l'EP de You Am I, Coprolalia, sorti en avril,. You Am I traverse Cannon Falls, dans le Minnesota, pour utiliser les Pachyderm Studio de Sonic Youth,. Pendant huit jours, Ranaldo produit leur premier album, Sound as Ever (novembre 1993), avec Wayne Connolly au mixage. Il apparait au top 100 de l'ARIA Albums Chart.
En octobre 1993, à la sortie de l'album, Tunaley est « viré du groupe en un simple coup de téléphone. » Il voulait « faire de la musique plus agressive », mais Kent et Rogers « voulaient du pop rock ». Rogers voulait quitter le groupe, mais continue avec Russell Hopkinson (ex-Nursery Crimes) à la batterie, aux percussions et aux chœurs,. Aux ARIA Music Awards de 1994 en mars, ils remportant la catégorie de « meilleur album alternatif » pour Sound as Ever.
Sound as Ever comprend trois singles, Adam's Ribs (octobre 1993), Berlin Chair (février 1994) et Jaimme's Got a Gal (mai 1994),. Ils sont joués sur la radio locale Triple J et listés au Hottest 100 : à la 50e place pour Adam's Ribs en janvier 1994, à la 23e place pour Berlin Chair et à la 77e place pour Jaimme's Got a Gal en janvier 1995.

### Hi Fi Way
Pendant sept jours, à la mi-septembre 1994, You Am I partent des Greene Street Studios, New York. Avec Ranaldo comme producteur, ils enregistrent leur deuxième album, Hi Fi Way (20 février 1995),. Avant de s'occuper de l'album, en novembre 1994, ils sortent When You Got Dry/How Much Is Enough en version limitée de 449 exemplaires en single vinyle face A,. Cathy's Clown est publié comme single en début février, et atteint la 36e place de l'ARIA Singles Chart. Hi Fi Way atteint la première position des classements. Une édition limitée inclut un CD bonus, Someone Else's Crowd, qui comprend sept morceaux joués au Memorial Stadium de Seattle le 13 août 1994,,.
Aux ARIA Music Awards de 1995, You Am I reçoivent un second prix du « meilleur album alternatif » pour Hi Fi Way. Ils sont aussi nommés « meilleur album de l'année », « meilleur groupe », « meilleur clip » (pour Jewels and Bullets, réalisé par Robbie Douglas-Turner) et meilleur « meilleure couverture » (par Simon Anderson). Hi Fi Way est classé huitième dans l'ouvrage 100 Best Australian Albums (octobre 2010)
,.

### Hourly, Daily
Le troisième album de You Am I, Hourly, Daily (juillet 1996), est produit par le groupe et enregistré aux Q Sound Studios, à Sydney, en décembre 1995,,. Ils sont assistés par les ingénieurs, Connolly et Paul McKercher, et l'album est distribué par Shock Records,.
Aux ARIA Music Awards de 1996, Hourly, Daily, et les singles qui lui sont liés, sont nommés neuf fois, et le groupe reçoit six récompenses : album de l'année, meilleur groupe, meilleur album indépendant, producteur de l'année, meilleur clip (pour Soldiers, réalisé par Andrew Lancaster) et ingénieur-son de l'année (Paul McKercher et Wayne Connolly),. L'album est certifié disque de platine par l'ARIA à la fin 1997 avec 70 000 exemplaires vendus. Il est listé 55e des 100 Best Australian Albums.

### #4 Record
L'album #4 Record (avril 1998) comprend des éléments de country, comme en témoignent des morceaux comme  Heavy Heart. Il est produit par George Drakoulias à Los Angeles, et devient son troisième album classé numéro d'un coup – ils deviennent le premier groupe australien à en faire autant,. La version limitée comprend un disque bonus de neuf morceaux, Radio Settee. À cette période, le label RooArt acquiert BMG. L'album comprend trois singles, What I Don't Know 'bout You (février 1998), Rumble (avril) et Heavy Heart (juillet). What I Don't Know 'bout You est le single qui se classe le mieux (28e), tandis que Heavy Heart se classe au plus haut du Triple J Hottest 100 (9e) en janvier 1999.
En juillet 1999, la formation du groupe s'améliore avec l'arrivée de Davey Lane du groupe The Pictures à la seconde guitare,,. Lane attire l'intérêt du groupe attention grâce à sa collaboration au sein de The Pictures,. You Am I enregistre ensuite son premier album live, ...Saturday Night, 'Round Ten, pendant une série de concerts de nuit à la Casa del Resaca, un entrepôt situé à Richmond, en juillet 1999. Il est publié en septembre, et fait participer Lane à la guitare. Il atteint la 7e place de l'ARIA Albums Chart. L'édition limitée comprend un CD-ROM,.

### Dress Me Slowly

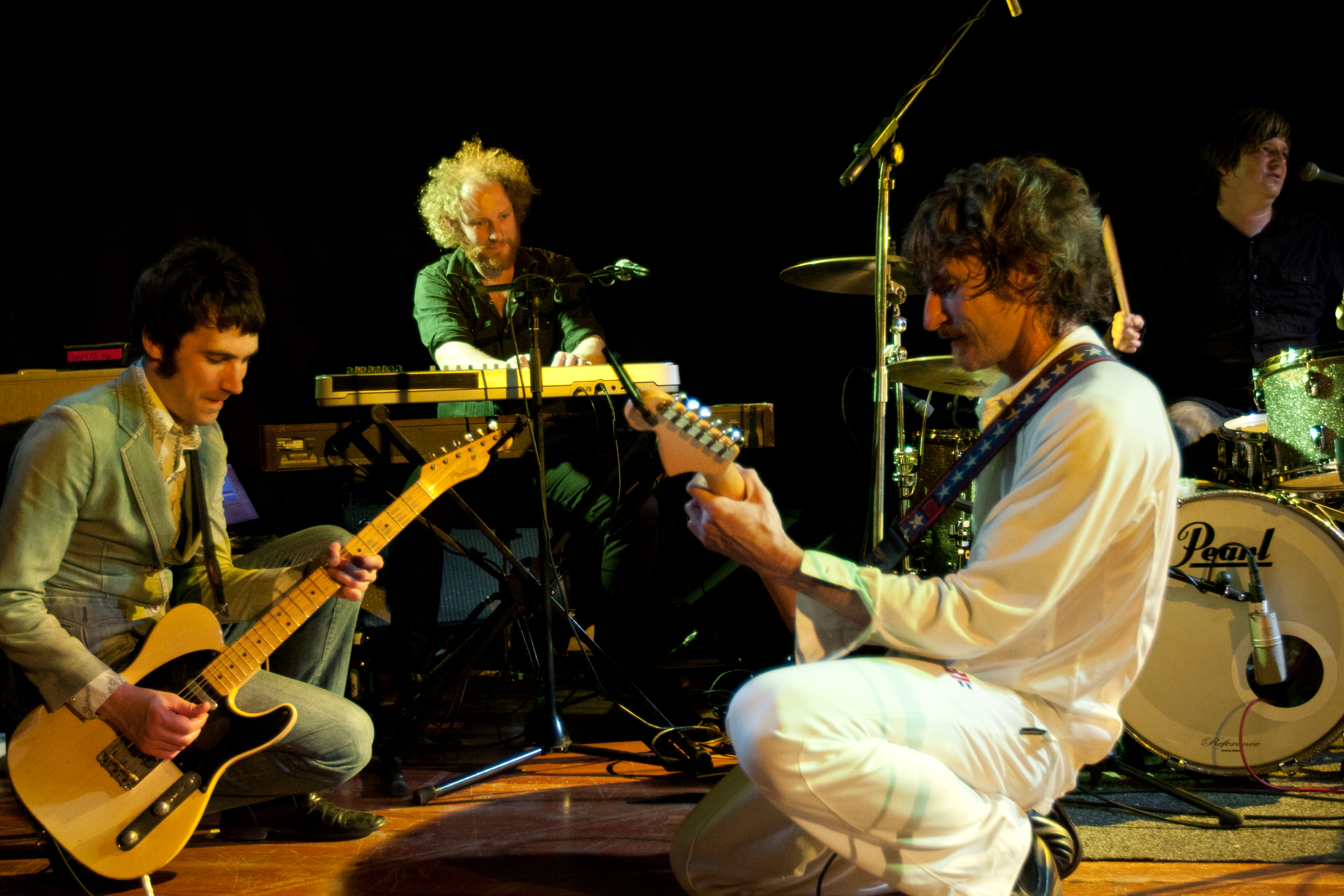
You Am I en 2011.

Après trois entre albums studio, à cause des tournées et des interférences de leur label, You Am I publie Dress Me Slowly en avril 2001 chez BMG,. Il s'agit de la première apparition de Lane sur un album, qui est produit par Clif Norrell,. Pour Nimmervoll, critique musical, « le groupe a été mis sous pression pour 'écrire des hits' et 'jouer le jeu' pour percer aux US. » L'album débute troisième de l'ARIA Albums Chart.
L'édition limitée de Dress Me Slowly comprend un disque huit pistes intitulé The Temperance Union, qui comprend des enregistrements en solo de Rogers et des musiciens en studio. Trois singles sont extraits de l'album, Damage (octobre 2000), Get Up (mars 2001) et Kick a Hole in the Sky (juillet).

### Deliverance
Le sixième album de You Am I, Deliverance, est enregistré en janvier 2002 et publié en septembre. Il n'atteint pas le succès de ses prédécesseurs. Il est produit par McKercher et atteint la 12e place de l'ARIA Albums Chart,. Nimmervoll explique que les problèmes du groupe avec BMG reflette ce qu'il se passe dans l'album, qui est « le contre-coup de cet épisode douloureux, relaxé, éclectique, auto-produit, et sans réel single 'hit'. » Le groupe publie Who Put the Devil in You comme single téléchargeable le même mois.
En septembre 2003; You Am I est jeté par son label BMG après que la société ait refusé de soutenir leur tournée américaine. Au Falls Festival organisé à Marion Bay pendant le réveillon du nouvel an 2004–2005, You Am I est annoncé. Rogers apparait sur scène largement alcoolisé, lorsqu'une bagarre éclate entre lui et Lane ; le groupe est forcé de partir sous les huées du public. Rogers a aussi cogné par inadvertance le musicien Missy Higgins. Missy Higgins et The Beautiful Girls sont rappelés sur scène pour une performance impromptue afin de combler les heures perdues.

### Convicts
À la fin 2005, You Am I enregistre un septième album, Convicts, avec le producteur Greg Wales. Il est publié le 13 mai 2006 sur leur nouveau label, Virgin. L'album Convicts est aussi publié aux US chez Yep Roc Records. Une tournée nord-américaine suit en 2007.

### Dilettantes

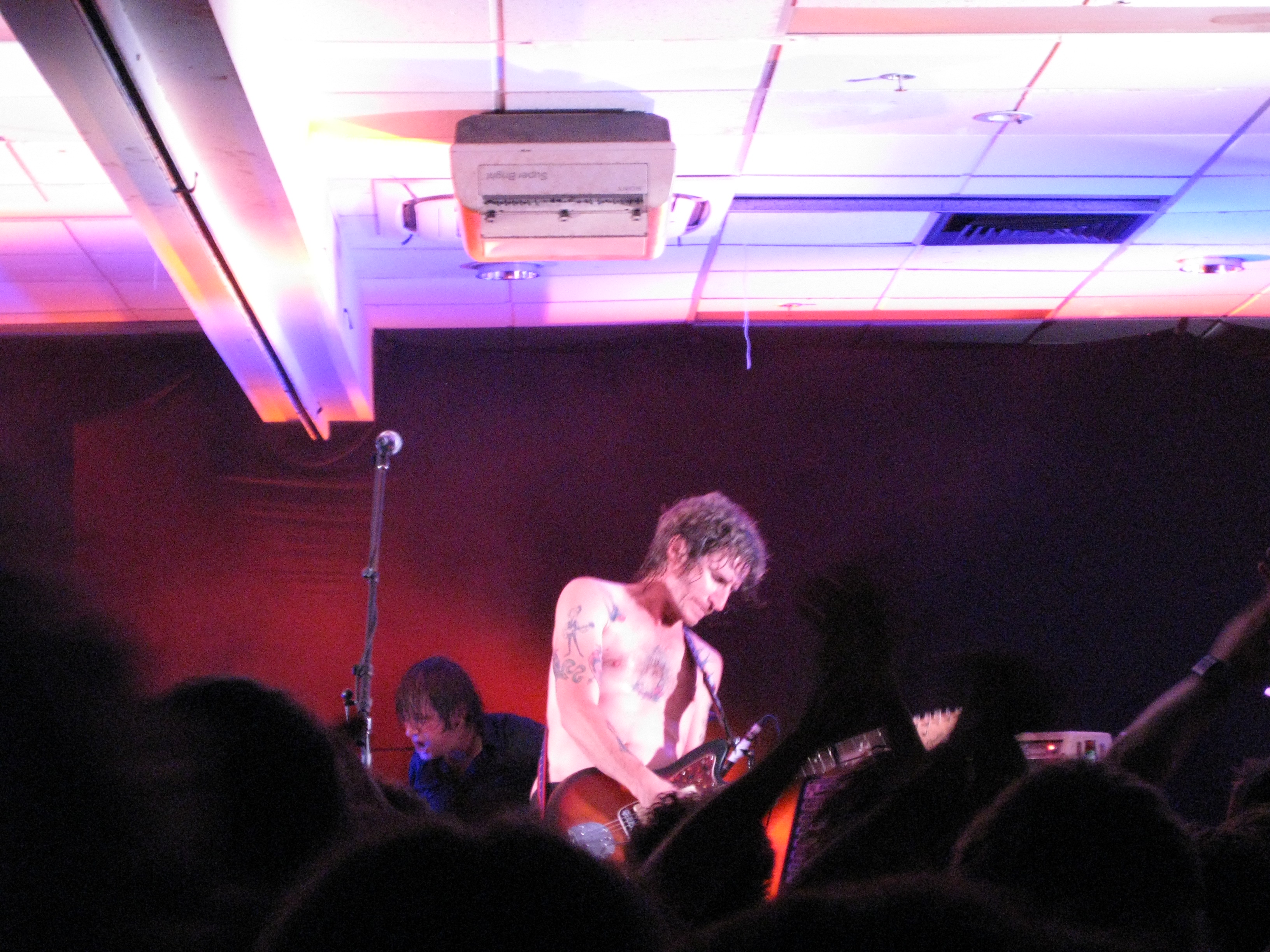
Rogers et Hopkinson au ANU Bar en novembre 2008.

Leur huitième album, Dilettantes, est publié le 13 septembre 2008, accompagné du single radio Erasmus. L'album débute premier des classements ARIA, et 12e des classements généraux. En août 2010, ils annoncent le départ d'EMI pour signer au label australien Other Tongues.

### You Am I
Leur neuvième album, homonyme, est publié le 8 octobre 2010.

### 20eannée deSound As Ever
Pour célébrer le 20e anniversaire de leur premier album, des rééditions de Sound As Ever, Hi Fi Way et Hourly Daily sont publiées le 7 juin 2013. Une bière brevetée par la marque de boissons Young Henrys est vendue sous le nom de Brew Am I,.

## Discographie

### Albums studio
- 1993 : Sound As Ever (RooArt Records)
- 1995 : Hi Fi Way (RooArt Records)
- 1996 : Hourly, Daily (RooArt Records)
- 1998 : #4 Record (RooArt Records)
- 1999 : …Saturday Night, 'Round Ten (RooArt Records)
- 2001 : Dress Me Slowly (BMG Australie)
- 2002 : Deliverance (BMG Australie)
- 2003 : No After You Sir…: An Introduction to You Am I (Transcopic Records)
- 2003 : The Cream and the Crock - The Best of You Am I (BMG Australie)
- 2007 : Convicts (Virgin/EMI, 2006/ Yep Roc Records)
- 2008 : Dilettantes (Virgin)

### EP
- Snake Tide (Independent, mai 1991)
- Goddamn (Timberyard Records, mai 1992)
- Can't Get Started (RooArt Records, octobre 1992)
- Coprolalia (rooArt Records, avril 1993)
- Trike (rooArt Records/BMG, juillet 1997)